# Lobo è tornato
Lobo è tornato (Lobo's Back) è una miniserie a fumetti di 4 numeri edita dalla DC Comics tra maggio e novembre del 1992, la seconda avente come protagonista il cacciatore di taglie czarniano Lobo.

## Capitoli
Titoli originali
1. The Final Fragdown
2. Heaven Is... A 4-Letter Word
3. If the Jackboot Fits...
4. The War in Heaven

Titoli italiani (ed. Play Press)
1. (nessun titolo)
2. Il paradiso è... una parola di 4 lettere
3. Se l'affare è a posto...!
4. Guerra in Paradiso!

Titoli italiani (ed. Planeta DeAgostini)
1. (nessun titolo)
2. Il paradiso è un inferno
3. Se mi entrano gli anfibi!
4. Guerra nei cieli!

## Trama
Il mercenario czarniano Lobo deve catturare o uccidere il criminale Loo, ma viene ucciso da lui e suo fratello Fece. Giunge in Paradiso, ma non accettando la sua condizione di morto, viene quindi spedito all'Inferno. Combina talmente tanto caos da costringere Etrigan, signore degli Inferi, a rimandarlo in Paradiso.
Esasperati dalle violente richieste di Lobo, decidono quindi di farlo reincarnare, ma sbagliano per due volte: prima lo reincarnano in una donna durante i bombardamenti di Londra della seconda guerra mondiale, durante i quali muore di nuovo, e poi uno scoiattolo, dove muore una terza volta.
Ingaggia quindi una furiosa battaglia nei Cieli contro tutte le truppe e le divinità che gli vengono spedite contro, finché non ottiene la garanzia eterna di immortalità e può tornare vivo (uccidendo alla fine Loo e il fratello).

### Contenuti speciali
Come nella miniserie Lobo: L'ultimo czarniano, anche in questa gli autori hanno voluto inserire delle pagine di testi particolari oltre a quelle a fumetti. All'inizio e alla fine del primo numero, infatti, sono presenti dei giochi e cruciverba parodistici: all'inizio Crucipuzzle per devastati mentali di Lobo (Lobo's Totally Mental Word Puzzle) e Unisci i puntini, per completare il disegno di Lobo e un amico ("Connect the Dots", featuring Lobo and friend), rispettivamente dietro la copertina 2 e la 3; alla fine invece Ecco a voi il Lobometro e altre chicche da parte dell'uomo (Introducing the Lobometer, and a new contest) e La soluzione al maledettissimo crucipuzzle (The Solution to that fraggin' puzzle).
Nella versione italiana della Play Press tutti questi giochi sono messi in fondo al volume (senza tradurre il cruciverba), mentre in quella della Planeta DeAgostini non sono presenti.

## Storia editoriale
Lobo è tornato è uscita prima come miniserie di 4 numeri: i primi 2 numeri a maggio e giugno 1992, i numeri 3 e 4 a ottobre e novembre dello stesso anno. Successivamente è stata ristampata nel settembre 1993 in un volume brossurato con il titolo Lobo's Back's Back. Nel 2008, inoltre, la DC Comics ha pubblicato il volume Lobo: Portrait of a Bastich che raccoglieva questa miniserie e Lobo: L'ultimo czarniano.
La storia è stata poi pubblicata in diversi paesi.
- In Brasile e in Portogallo è stata pubblicata su Lobo Está Morto nn. 1-2 dalla casa editrice Abril[4].
- In Finlandia la casa editrice Kustannus Oy Semic ha pubblicato la storia con il titolo Lobo sulla collana DC-spesiaali nel 1994[5].
- In Germania la miniserie è stata pubblicata con il titolo Himmel und Holle su Lobo, Sonderbd.1 nel maggio 1998[6].
- In Italia la miniserie è stata pubblicata per prima dalla Play Press Publishing su un numero speciale brossurato nel febbraio 1993. Nell'ottobre 2007 la Planeta DeAgostini ha pubblicato la storia su Universo DC: Lobo n. 1[7].
- In Polonia la storia è stata pubblicata con il titolo Lobo powraca! dalla TM-Semic/Fun Media nel 1996 su Wydanie Specjalne n. 17[8].
- In Spagna la Planeta DeAgostini ha stampato la storia su Universo DC: Lobo n. 1 nel 2007[9].

## Critica
Nella storia fa la sua prima apparizione Ramona, proprietaria del "Bastione dei Casini e Salone Unisex" che commissiona lavori a Lobo. Appaiono inoltre Etrigan e il Generale Gloria ed Ernie, parodie di Capitan America e Bucky.
La storia rappresenta una delle prime satire irriverenti ed eversive sull'aldilà e la religione del mondo dei fumetti; ci sono inoltre molti elementi che sembrano canzonare i fumetti supereroistici degli anni novanta: in primis l'ultra-violenza e la morte del protagonista, benché queste caratteristiche sarebbero esplose fortemente solo negli anni seguenti. Inoltre l'uso delle variant cover, molto in voga in quel periodo, ma poste una di seguito all'altra nel primo numero invece che una per ogni diversa edizione: la prima, quella principale, con la scritta "Strongly suggested for mature readers" (fortemente consigliato per lettori maturi), la seconda "Vehemently suggested for mature readers" (veementemente consigliato per lettori maturi) e la terza "...So put it back, kid!" (quindi rimettilo a posto, ragazzino!).

## Accoglienza
I 4 numeri della miniserie si sono piazzati rispettivamente alla posizione 110, 201, 224 e 235 nella lista dei fumetti più venduti del 1992 negli Stati Uniti.
Il volume di ristampa Lobo: Portrait of a Bastich si è piazzato invece al 24º posto tra i volumi più venduti del mese di marzo 2008, con una stima di circa 3000 copie vendute.